# Капеллы Версаля
Существующая в настоящее время Королевская капелла Версаля (фр. Chapelle du château de Versailles) является пятой по счету в истории Дворца. Капеллы Дворца развивались по мере развития замка и находились в центре повседневной жизни двора в эпоху Дореволюционной Франции (Bluche, 1986, 1991; Petitfils, 1995; Solnon, 1987).

## Порядок появления капелл

### Первая капелла
Первая капелла замка появилась во времена правления Людовика XIII. Она размещалась в отдельно стоящем лёгком павильоне у северо-восточной части замка. На приблизительном месте этой капеллы позднее располагался Золотой кабинет покоев Мадам Аделаиды, а в наши дни — Кабинет золотого сервиза, входящий в Малые апартаменты Короля. Капелла была сооружена по традиционной для Франции архитектурной модели двухэтажной дворцовой церкви; последующие капеллы Версаля также придерживались такой модели. В 1665 году первую капеллу разрушили в ходе сооружения Грота Фетиды, который не сохранился до наших дней (Batifol, 1909, 1913; Kimball, 1944; Le Guillou, 1983, 1989; Marie, 1968; Verlet, 1985).

### Вторая капелла
Вторая капелла Версаля была сооружена во время второй строительной кампании (1669—1672) Людовика XIV, когда Луи Лево создавал новый дворец. Когда новая часть Дворца была закончена, капелла располагалась в Больших покоях Королевы и была симметричной с Салоном Дианы в Больших покоях Короля. Королевская семья и двор использовали это помещение вплоть до 1678 года, когда была построена третья капелла. Вторая же капелла была переделана под Зал караула Королевы (Félibien, 1674; Kimball, 1944; Le Guillou, 1983, 1989; Marie, 1972, 1976; Scudéry, 1669; Verlet, 1985).

### Третья капелла
Расположенная сразу возле нового Зала караула Королевы, эта часовня использовалась обитателями Версаля очень короткое время. В скором времени после её сооружения Людовик XIV счел её неудобной и непригодной для себя, а также для своего двора, который он официально разместил в Версале в 1682 году. В 1682 году это помещение было переделано в Большой зал караула Королевы (сейчас на этом месте Зал коронования) и была возведена новая капелла (Combes, 1681; Kimball, 1944; Le Guillou, 1983, 1989; Marie, 1972, 1976; Verlet, 1985).

### Четвёртая капелла
При возведении Северного флигеля, северного крыла замка, была построена новая капелла. Сооружение северного крыла стало причиной разрушения Грота Фетиды; именно на его месте в 1682 году была построена новая дворцовая церковь. Когда четвёртая капелла была построена, Салон Изобилия, который также был передней Кабинета Диковинок и Редкостей Людовика XIV в Малых апартаментах Короля, был переделан в вестибюль капеллы — названный так поскольку он находился на верхнем уровне капеллы, откуда король и члены королевской семьи слушали ежедневные мессы. Эту капеллу использовали вплоть до 1710 года, и она была свидетелем множества значимых событий в жизни двора и королевской семьи в эпоху правления Людовика XIV. Однако она быстро стала недостаточно вместительной. В наши дни на месте этой капеллы находятся Салон Геркулеса и нижний вестибюль (Félibien, 1703; Kimball, 1944; Le Guillou, 1983, 1989; Marie, 1972, 1976; Piganiole de la Force, 1701; Verlet, 1985).

### Пятая капелла

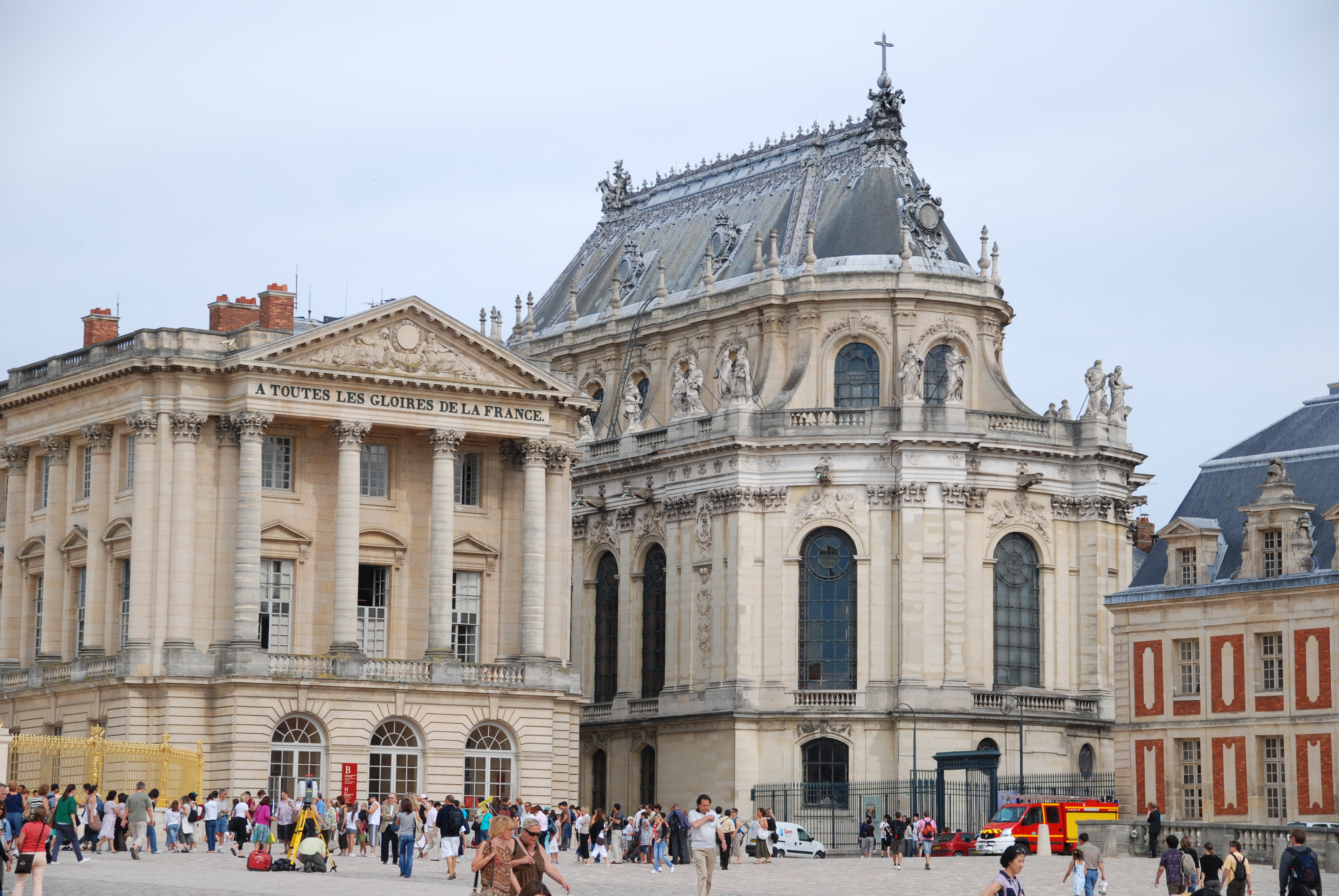
Наружный вид Капеллы Людовика XIV в Версале

Являясь центральным элементом четвёртой (и последней) строительной кампании (1689—1710) Людовика XIV, заключительная, пятая, капелла Версальского Дворца стала безусловным шедевром искусства «большого стиля». Она также известна под названием Королевская капелла (Chapelle royale). Начатому в 1689 году строительству помешала Девятилетняя война; Жюль Ардуэн возобновил строительство в 1699 году. Придворный архитектор работал над этим проектом вплоть до своей смерти в 1708 году, после чего проект завершил его зять Робер де Кот (Blondel, 1752—1756; Marie, 1972, 1976; Nolhac, 1912—1913; Verlet, 1985; Walton, 1993). Капелла стала самой крупной среди всех прежних Королевских капелл Версаля, и поскольку высота её свода нарушила горизонтальность линий крыш всех остальных частей Дворца, она была негативно воспринята некоторыми современниками. Возможно, самый яркий отзыв дал герцог Сен-Симон, назвавший капеллу «огромным катафалком». Тем не менее, величественные внутренние помещения впечатляют и в наши дни; они послужили источником вдохновения для Луиджи Ванвителли при сооружении капеллы Королевского дворца в Казерте (Defilippis, 1968).
Посвящённая Людовику IX Святому, священному покровителю династии Бурбонов, капелла была освящена архиепископом Парижа 5 июня 1710 года. По традиции была применена модель двухэтажной дворцовой церкви, однако роскошная коринфская колоннада верхнего уровня выполнена в стиле классицизма, который тогда только входил в моду. На верхний уровень можно попасть через вестибюль, известный как Зал капеллы, который был сооружен одновременно с самой капеллой. Зал капеллы отделан белым камнем и украшен барельефом Переправа Людовика XIV через Рейн работы Никола и Гийома Кусту, который является центральным элементом декора помещения (Nolhac, 1912—1913; Verlet, 1985; Walton, 1993).
Пол капеллы выложен разноцветным мрамором, и у подножия ступеней, ведущих к алтарю, находится венценосный вензель из двух переплетённых букв «L», намекающих на Людовика IX Святого и Людовика XIV (Nolhac, 1912—1913; Verlet, 1985; Walton, 1993). В изобразительном и скульптурном оформлении использованы мотивы из Ветхого Завета и из Нового Завета (Lighthart, 1997; Nolhac, 1912—1913; Sabatier, 1999; Verlet, 1985; Walton, 1993). На потолке нефа работа Антуана Куапеля Всевышний во славе приносит миру обещание искупления; конха (полукупол) апсиды украшена росписью Шарля де ла Фосса Христос во славе Воскресения; над королевской трибуной работа Жана Жувене Явление Святого Духа Деве Марии и апостолам (Nolhac, 1912—1913; Walton, 1993).

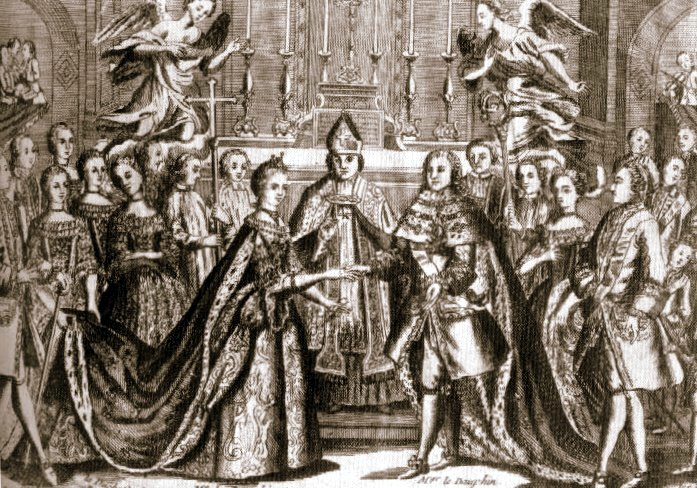
Гравюра, изображающая венчание будущего Короля Людовика XVI и Марии-Антуанетты, вступивших в брак в капелле 16 мая 1770 г.

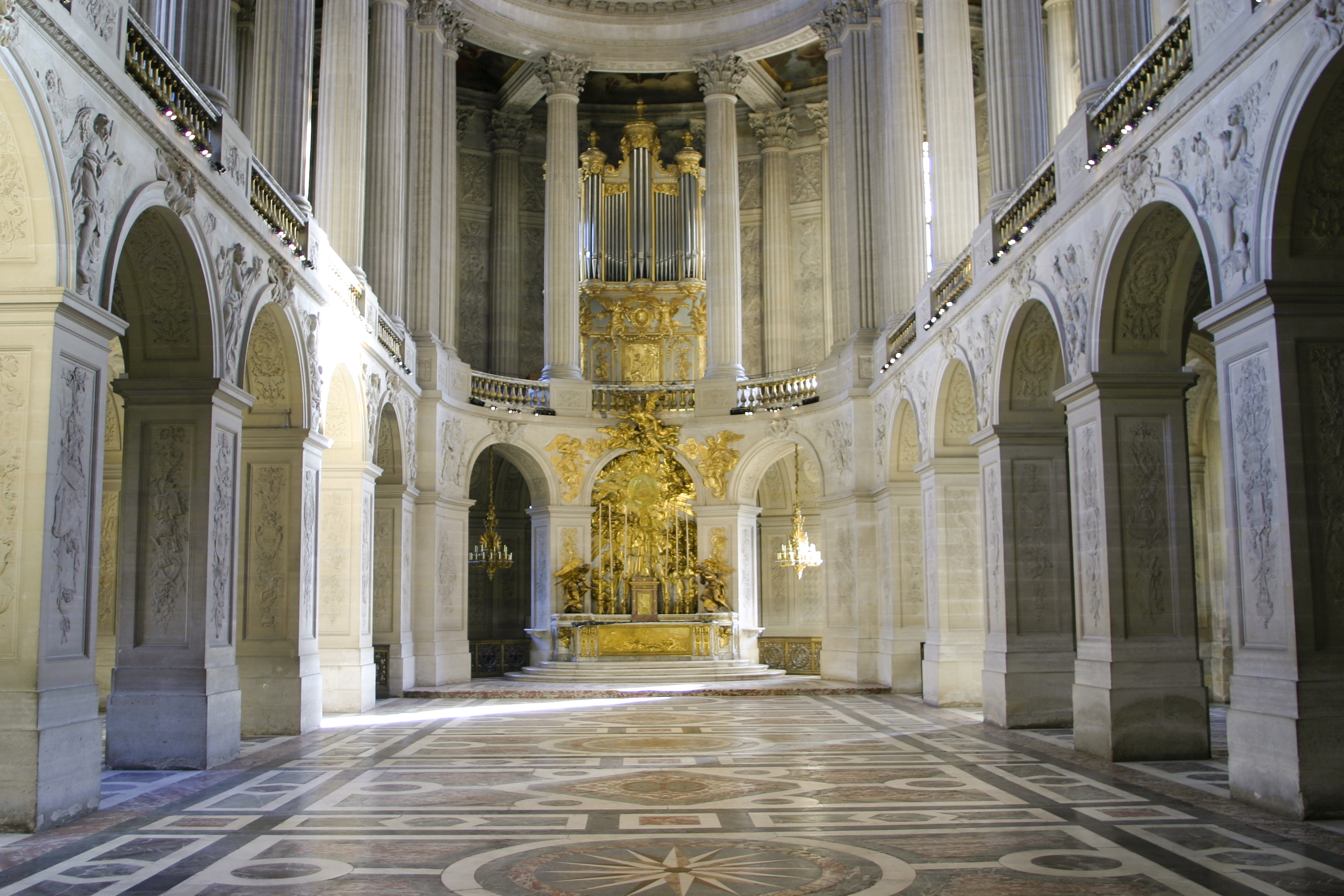
Алтарь капеллы Версальского Дворца; именно здесь Мария-Антуанетта вышла замуж за Людовика XVI

На протяжении 18-го века капелла была свидетелем многих событий при дворе. Служили Благодарственные молебны в ознаменование военных побед и в честь рождения у Короля и Королевы детей — (Сыновей Франции и Дочерей Франции); в этой капелле также совершались брачные богослужения, например, венчание сына Людовика XV Дофина Людовика и Инфанты Марии Терезии Испанской 23 февраля 1745 года, венчание Дофина — впоследствии Людовика XVI — и Марии-Антуанетты 16 мая 1770 года. Однако среди всех церемоний, проводимых в капелле, тщательнее всего разрабатывались церемонии Ордена Святого Духа (Blondel, 1752—1756; Bluche, 2000; Boughton, 1986; Campan, 1823; Croÿ-Solre, 1906—1921; Hézuques, 1873; Luynes, 1860—1865; Nolhac, 1912—1913).
В XIX веке Королевская капелла стала светским местом и с этих пор стала местом проведения государственных и частных мероприятий. В ней часто проходят музыкальные концерты. В конце XX века по названию этой капеллы в Париже был организован ансамбль старинной музыки «La Chapelle Royale», который в 1980-е и 1990-е гг. снискал славу одного из лучших в мире исполнителей музыки французского барокко.

#### Орган

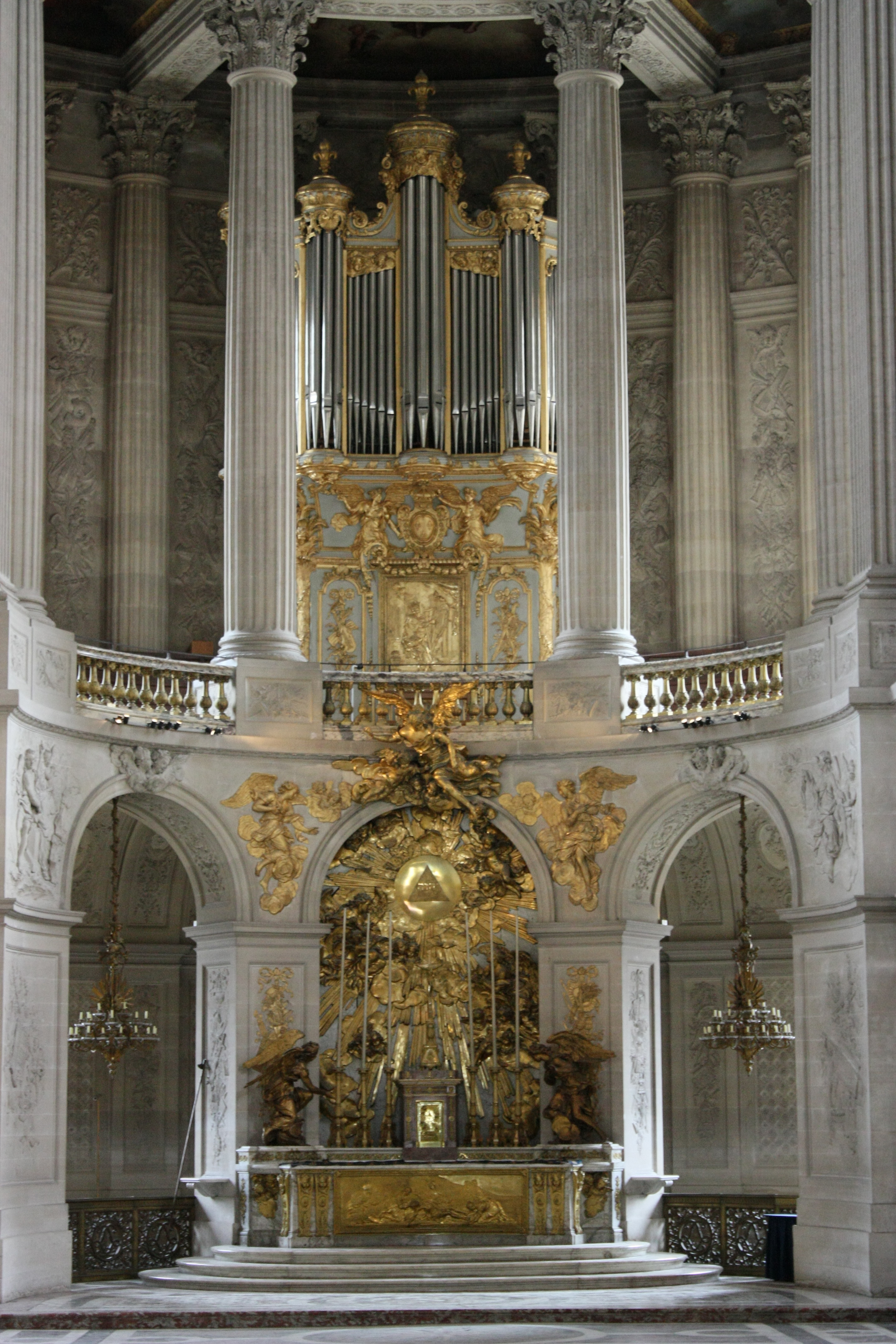
Орган пятой капеллы Версальского дворца

Орган Королевской капеллы Версальского дворца был построен Робером Клико и Жюльеном Трибюо в 1709—1710 годах. Его первое официальное звучание ознаменовало празднование Пятидесятницы 8 июня 1710 года, с участием королевского органиста Жана-Батиста Бютерна.

##### Дискография
1. Du Roy-Soleil à la Révolution, l’orgue de la Chapelle royale de Versailles / От Короля-Солнца до Революции, орган Королевской капеллы Версаля. Марина Чебуркина на органе Королевской капеллы Версальского дворца. — Paris : Natives, 2004. EAN 13 : 3760075340032
2. Louis Claude Daquin, l’œuvre intégrale pour orgue / Луи Клод Дакен, полное собрание сочинений для органа. Марина Чебуркина на органе Королевской капеллы Версальского дворца. — Paris : Natives, 2004. EAN 13 : 3760075340049
3. Louis Marchand, l’œuvre intégrale pour orgue / Луи Маршан, полное собрание сочинений для органа. Марина Чебуркина на органе Королевской капеллы Версальского дворца. CD I—II. — Paris : Natives, 2005. EAN 13 : 3760075340056
4. François Couperin, l’œuvre intégrale pour orgue / Франсуа Куперен, полное собрание сочинений для органа. Марина Чебуркина на органе Королевской капеллы Версальского дворца. CD I—II. — Paris : Natives, 2005. EAN 13 : 3760075340063